# 에딘손 카바니
에딘손 로베르토 카바니 고메스(스페인어: Edinson Roberto Cavani Gómez, 1987년 2월 14일 ~ )는 우루과이의 축구 선수로, 현재 아르헨티나 프리메라 디비시온의 보카 주니어스 소속으로 주로 스트라이커로 출전하며, 윙어로도 출전 한다. 많은 득점을 하는 골게터들 중 하나로, 카바니는 인상적인 골을 넣는 능력과 지칠 줄 모르는 운동량으로 알려져 있다. 2012년, 카바니는 가디언이 선정한 100명의 세계 최고 축구 선수 목록에서 10번째에 들었다.
카바니는 몬테비데오 연고의 다누비오에서 축구를 시작하였고, 그는 팔레르모로 2007년에 이적하기 전까지 2년동안 이곳에서 활약하였다. 그는 팔레르모에서 4년을 보내며 109 경기에 출전하여 34골을 득점하였다. 2010년, 카바니는 나폴리에 임대를 간 후 €17M의 값에 완전히 이적하였다. 2011-12 시즌에 그는 코파 이탈리아를 대회 최다인 5골로 우승하며 첫 우승 트로피를 획득하였다. 나폴리에서 카바니는 첫 2시즌 간 33골을 득점하였고, 이어지는 나폴리에서의 3번째 시즌에는 무려 38골을 득점하였고, 이 중 리그에서는 29골을 기록하여 세리에 A 득점왕에 올랐다. 2013년 7월 16일, 카바니는 €64.5M의 이적료에 PSG로 적을 옮겼다.
카바니는 우루과이 축구 국가대표팀의 일원으로 2008년 2월 6일, 콜롬비아와의 경기에서 데뷔하였고, 동시에 득점하는 데에도 성공하였다. 그는 데뷔 이후 두 차례의 주요 대회에 참가하였다: 2010년 FIFA 월드컵, 2011년 코파 아메리카. 그는 2010년 FIFA 월드컵에서 한번 득점하며 우루과이에게 대회 4위의 성적을 안겨다 주었다. 그는 우승을 거둔 2011년 코파 아메리카의 우루과이 대표 일원이었고, 이 대회에서 역대 최다인 15회 코파 아메리카 우승을 이룩하였다.

## 클럽 경력

### 팔레르모
2007년 남아메리카 청소년 축구 선수권 대회에서 인상적인 활약을 펼친 카바니는 유벤투스와 밀란을 비롯한 다수 클럽들이 카바니 영입에 관심을 가졌다. 그러나, 2007년 1월 29일, 팔레르모의 마우리치오 참파리니 회장이 유망한 우루과이인의 영입에 성공하였다. 이 제의는 1월 31일에 €4.475M인 것으로 확인되었다.
2007년 3월 11일, 카바니는 피오렌티나와의 홈 리그 경기에서 55분에 교체 투입되며 팔레르모 데뷔전을 치르었고, 0-1로 밀리는 와중에 출전 15분만에 UEFA 유로 1988 결승전에서 마르코 판 바스턴이 득점한 골을 상기시키는 동점골을 삽입하였다. 그는 분홍-검정 군단 (Rosanero) 으로써의 두번째 시즌에 파브리치오 미콜리와 아마우리와 주전 자리를 놓고 경합하였다.
2008년 6월, 아마우리가 유벤투스로 떠난 후, 카바니는 주전 지위를 굳혔고, 파브리치오 미콜리와의 협동으로 2008-09 시즌에 총 14골을 득점하였다. 그는 신임 감독 왈테르 첸가가 지휘한 2009-10 시즌에도 주전 자리를 유지하였고, 그의 후임 델리오 로시 감독 하에서도 성공을 이어나갔으며, 팔레르모가 세리에 A에서 선전하여 유럽대항전 진출권 획득을 확정짓고, 두 경기를 남겨놓았을 때에는 UEFA 챔피언스리그 진출의 가능도 열어놓게 했다. 2010년 4월, 그는 2014년 6월까지 지속되는 팔레르모와의 재계약서에 서명하였다.

### 나폴리

#### 2010-11 시즌
2010년 7월, 카바니는 나폴리와의 5년 계약을 확정지었다. 그러나, 이적 조항을 자세히 살펴보면 €5M의 선임대 계약으로 €12M의 바이아웃이 붙었으며, 그에 따른 총 이적료는 €17M이었다. 나폴리의 전 경기에서 교체 출전으로 데뷔한 카바니는 엘프스보리와의 유로파리그 경기에서 처음으로 선발 출전하였고, 이 경기에서 멀티골을 득점하며 2-0 승리와 본선 진출에 혁혁한 공을 세웠다. 그는 이후 나폴리에서의 세리에 A를 화려하게 시작하였는데, 그는 피오렌티나와의 경기에서 겨우 7분만에 리플레이에서 골라인을 넘은 것처럼 보이지 않는 논란을 야기하는 득점을 올렸다. 카바니는 바리와의 첫 홈경기에서도 득점을 하였고, 삼프도리아와의 경기에서 막판에 결승골을 득점하였고, 그에 따라 카바니는 나폴리의 처음 4번의 주요 경기에서 득점에 성공하였다. 2010년 9월 26일, 카바니는 체세나에게 0-1로 밀리는 상황에 경기 종료를 30분 남겨놓고 교체되어 들어갔다. 동점골을 도운 뒤, 그는 두번 더 득점하여 4-1 대역전극을 연출하였다. 이로 인해 카바니는 사뮈엘 에토와 리그 득점 공동 선두를 달리게 되었다. 카바니는 동료 공격진 에세키엘 라베시, 마레크 함식과 더불어 훌륭한 팀워크를 이룩하며, 이탈리아 스포츠 언론으로부터 동명의 가수단체 이름을 본따 "3대 테너"로 불렸다. 2010년 12월 15일, 카바니는 스테아우아 부쿠레슈티전에서 92분에 득점하며, 1-0 승리에 일조하였고, 팀은 UEFA 유로파리그 조별 리그를 통과하였다. 루마니아에서 열린 첫 경기에서, 그는 97분에 동점골을 득점하였다. 2011년 1월 9일, 카바니는 유벤투스와의 경기에서 해트트릭을 기록하며 3-0 승리를 가져왔고, 특히 마지막 골은 스콜피온 킥으로 만들어냈다. 1월 30일, 카바니는 4-0으로 이긴 삼프도리아전에서 또다시 해트트릭을 달성하였다. 카바니는 나폴리가 2-0으로 승리한 로마전에서도 추가골을 득점하며 정점의 기량을 계속해서 뽐냈다. 3월 20일, 카바니는 2-1로 승리를 따낸 칼리아리전에서 쐐기골을 득점하였다. 이 승리로 선두 밀란과의 승점차가 8경기만을 남겨놓고 3점으로 줄었다. 4월 3일, 카바니는 라치오와의 경기에서 0-2, 2-3으로 밀리는 와중에 해트트릭으로 3-4의 짜릿한 역전승을 연출하였다. 그는 세리에 A에서 25골을 퍼부으며 나폴리 역사상 한 시즌 최다골을 기록한 선수로 남게 되었다. 5월 8일, 1-2로 패한 레체 전에서 그는 경고 누적으로 퇴장당하였다. 그는 주심으로부터 퇴장 명령을 받은 뒤 조롱조로 박수를 치는 바람에 2경기 출장 정지 징계가 내려졌다. 이 때, 나폴리는 두 경기만을 남겨놓았기 때문에 그의 시즌은 끝나 버렸고, 안토니오 디 나탈레가 이미 그보다 많은 26골을 득점한 것으로 인해 세리에 A 득점왕은 물 건나갔다.
5월 19일, 카바니는 5년 연장 계약서에 서명하며 2016년까지 나폴리 선수로 남게 되었다.

#### 2011-12 시즌
9월 14일, 카바니는 1-1로 비긴 맨체스터 시티와의 UEFA 챔피언스리그 2011-12 원정 경기에서 선제골을 득점하였다. 나흘 후인 9월 18일, 그는 밀란과의 홈경기에서 해트트릭을 하며 나폴리의 3-1 승리를 이끌었다. 11월 22일, 카바니는 맨체스터 시티와의 챔피언스리그 홈경기에서 멀티골을 득점하며 2-1 승리를 견인하였고, 그에 따라 나폴리는 바이에른 뮌헨과 함께 16강 진출에 발판을 마련하였다. 11월 26일, 카바니는 아탈란타와의 경기에서 30분에 나폴리에서 임대를 간 제르망 드니의 선제골에 얻어맞아 밀리고 있던 와중, 94분에 동점골을 득점하였다. 12월 21일, 카바니는 제노아와의 경기에서 한골을 추가하였고, 팀은 6-1 낙승을 거두었으며, 파랑 군단 (Azzurri)는 2011년에 강한 인상을 남기며 전반기를 6위로 마무리했다.
2012년 2월 17일, 카바니는 피오렌티나전에서 2골을 득점하며 인테르나치오날레를 6위로 밀어내고 나폴리의 순위를 올렸다. 2월 21일, 카바니는 나폴리 홈에서 열린 첼시와의 챔피언스리그 16강 1차전에서 팀의 2번째 골을 득점하였다. 그는 에세키엘 라베시가 득점한 나머지 두 골도 도왔다. 나폴리는 이 경기에서 3-1로 승리하였다. 나폴리가 첼시에 의해 챔피언스리그에서 탈락한 후, 카바니는 우디네세와의 경기에서 10분을 남겨놓고 멀티골을 득점하며 다음 시즌 챔피언스리그 진출을 위한 마지막 한장을 위해 절실했던 무승부를 획득하였다. 며칠 후, 그는 시에나와의 경기에서 환상적인 역습으로 득점하며 팀을 코파 이탈리아 결승전에 올려놓았다. 4월 21일, 그는 2-0으로 이긴 노바라와의 경기에서 결승골을 득점하며 리그 200경기 출전을 자축하였다. 카바니는 리그를 23득점으로 마무리하였고, 우디네세와 이탈리아 국가대표 스트라이커 안토니오 디 나탈레와 함께 공동 3위에 랭크되었다.
5월 20일, 그는 로마의 스타디오 올림피코에서 열린 유벤투스와의 2012년 코파 이탈리아 결승전에서 페널티킥을 성공시켰고, 결과는 나폴리의 2-0 승리로 끝났으며, 카바니는 5골로 토너먼트 최다 득점자에 이름을 올렸다.

#### 2012-13 시즌

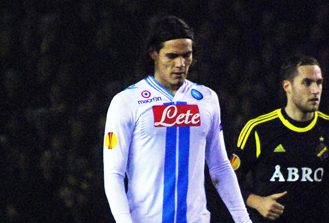
AIK와의 유로파리그 경기에서의 카바니

8월 26일, 카바니는 3-0으로 이긴 친정 클럽 팔레르모와의 경기에서 2012-13 시즌 1호골을 득점하였다. 1달 후인 9월 26일, 카바니는 라치오와의 경기에서 상대의 혼을 빼놓는 해트트릭으로 3-0 승리를 만들어내며 나폴리의 무패행진을 지속시켰다.
11월 8일, 카바니는 드니프로페트로우스크와의 유로파리그 경기에서 페널티 박스 바깥의 하프 발리슛으로 한골, 환상적인 프리킥으로 한골을 포함하여 총 4골을 득점하였고, 팀은 1-2에서 4-2로 경기를 뒤집었다. 11월 22일, AIK와의 경기에서 카바니는 94분 페널티골로 2-1 승리를 안기며, 나폴리를 유로파리그 다음 라운드로 진출시켰다. 2013년 1월 6일, 카바니는 퍼펙트 해트트릭으로 로마를 4-1로 파괴하였고, 동시에 유벤투스가 패배로 발목이 잡히면서 리그 타이틀 레이스에 불이 붙었다. 카바니는 29골로 세리에 A의 득점왕에 올랐고, 득점 2위인 우디네세 스트라이커 안토니오 디 나탈레보다 6골을 더 넣었다.
시즌 종료가 임박하면서, 카바니가 나폴리를 떠나 그에게 관심을 가지고 있는 것으로 추측되는 첼시, 맨체스터 시티, 파리 생제르맹, 혹은 레알 마드리드로 이적할 것이라는 보고가 있었다. 그러나, 2013년 5월 27일, 그는 "제가 레알 마드리드, 첼시, (맨체스터) 시티의 관심을 받았단 말입니까? 저는 나폴리에 대해서만 생각합니다." 라면서 이적을 부인하였다. 그는 계속해서 "중요한 제의가 오면, 저는 (아우렐리오) 데 라우렌티스 회장과 말해보겠습니다." 라고 덧붙였다. 그는 이탈리아 생활에 대해 "저는 이탈리아에서 잘 지내고, 저는 세리에 A 경험으로 성숙한 사람이자 선수가 되었습니다." 라며 감사를 표하였다. 카바니는 첼시와 맨체스터 시티가 관심을 가지고 있는 것에 대해 질문하자 "저는 그들이 제의를 했는지는 모르겠습니다만, 저는 마누엘 페예그리니 (맨체스터 시티 감독) 나 주제 모리뉴 (첼시 감독)의 제자가 되는 것은 확실히 영광스러운 것이란 건 압니다."라고 대답하였다. 2013년 6월 23일, 아우렐리오 데 라우렌티스 회장은 카바니의 £53M "바이아웃 조항"이 2013년 8월 10일에 만료된다는 점을 각인시켰고, 그는 "카바니가 8월 10일에 떠날 거라고 생각하지 않는다. 나에게 농담할 사람이 아니다." 라며 말하였다.

### 파리 생제르맹
2013년 7월 16일, 카바니는 프랑스 리그팀과 5년 계약을 맺으며 합류하였고, 이적료는 약 €64.5M으로 책정되었다. 카바니의 이적은 역사상 6번로 비싼 이적으로 기록되었다. 보고에 따르면 카바니는 같은 해 여름 일찍이 라다멜 팔카오가 모나코로 이적하며 기록한 €60M을 넘는 프랑스 축구 역사상 최고 이적료의 계약을 체결하였고, 전 나폴리 팀동료인 파리의 에세키엘 라베시와 재회한 것으로 알려졌다. 2013년 8월 9일, 카바니는 몽펠리에와의 리그 경기에서 72분에 교체 출전하며 PSG 신고식을 치르었다. 8월 18일, 그는 아작시오와의 다음 경기에서 처음으로 선발 출전하였고, 막판에 시즌 1호골을 삽입하여 동점을 만들었다.

### 맨체스터 유나이티드
2020년 여름 이적 시장 마지막 날 자유계약으로 입단하였다. 프리미어리그 2020-21 시즌 26경기 10골을 기록한 카바니는 2021년 5월 10일 1년 재계약을 맺었다.

### 발렌시아
2022년 8월 29일 2년 계약을 맺고 스페인 라리가의 발렌시아에 입단했다.
2023년 7월 29일 상호 합의 하에 계약해지로 결별했다.

### 보카 주니어스
2023년 7월 29일, 2024년 12월까지 계약을 맺고 아르헨티나 프리메라 디비시온의 보카 주니어스에 입단했다. 이틀 후 라 봄보네라에서 입단식을 가졌다.

## 국가대표팀 경력

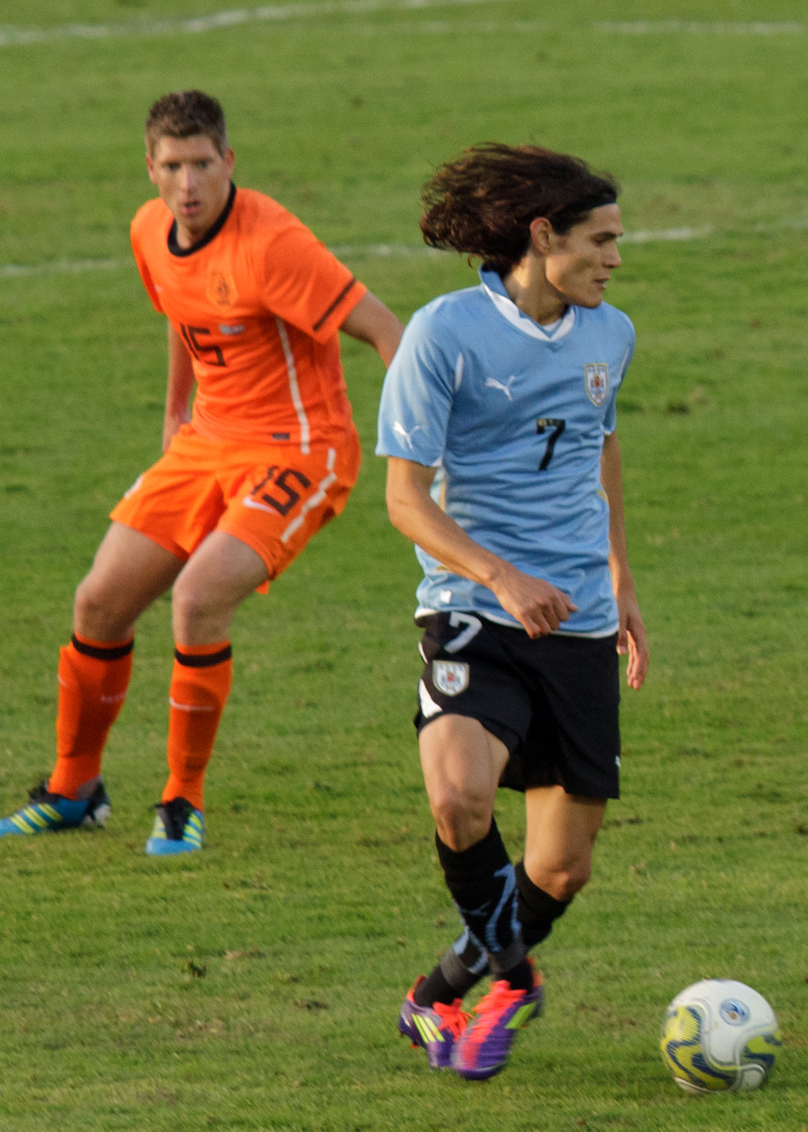
스테인 스하르스와 카바니 (오른쪽).

2007년 1월, 카바니는 파라과이에서 열린 2007년 남아메리카 청소년 축구 선수권 대회에 참가하는 우루과이 U-20 국가대표팀에 차출되었다. 카바니는 9경기에 출전하여 7골을 득점하며 득점왕에 올랐고, 팀은 3위로 대회를 마치면서 2007년 FIFA U-20 월드컵 진출권을 획득하였다.
2008년 2월 6일, 카바니는 콜롬비아와의 경기에서 우루과이 성인 국가대표팀의 첫 경기를 치르었는데, 이 경기에서 하늘색 군단 (Celeste)의 한 골을 득점하며 2-2 무승부에 일조하였다. 그는 우루과이 진영의 코너에서 환상적인 역습으로 득점을 하였고 안드레 빌라스보아스는 "... 골을 넣는데 엄청난 기술적 능력을 가진 선수." 라고 찬사하였다. 2010년 7월 10일, 그는 독일과의 2010년 FIFA 월드컵 3위 결정전에서 동점골을 넣어 1-1로 균형을 이루었으나, 결국 2-3으로 독일에 패하였다. 7월 27일, 그는 리스본에서 앙골라와 친선경기를 벌였다. 그는 막판에 득점하며 우루과이의 2-0 승리에 공헌하였다. 2010년 10월 8일, 그는 인도네시아와의 경기에서 국제경기 첫 해트트릭을 기록하였다.

## 경력 통계

### 클럽 기록

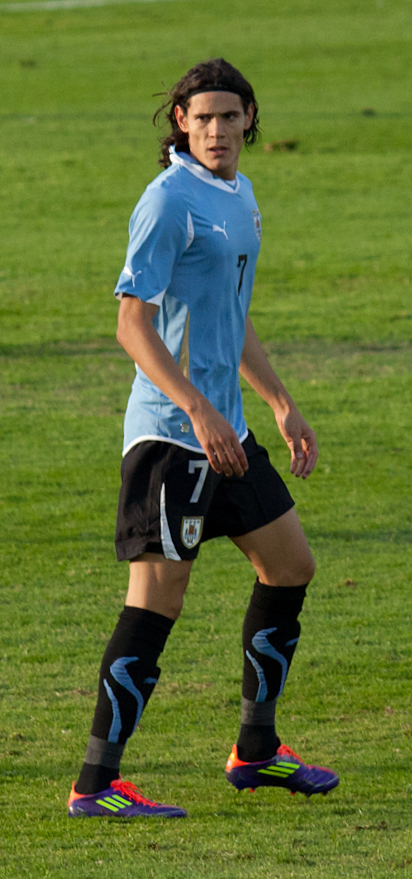
2011년 우루과이 국가대표팀에서 활약하는 카바니.

2024년 5월 29일 기준
| 클럽                | 시즌      | 리그 | 리그 | 컵   | 컵   | 대륙 | 대륙 | 기타 | 기타 | 합계 | 합계 |
| 클럽                | 시즌      | 출장 | 득점 | 출장 | 득점 | 출장 | 득점 | 출장 | 득점 | 출장 | 득점 |
| ------------------- | --------- | ---- | ---- | ---- | ---- | ---- | ---- | ---- | ---- | ---- | ---- |
| 다누비오            | 2005      | 10   | 4    | 5    | 3    | —    | —    |      |      | 15   | 7    |
| 다누비오            | 2005–06   | 15   | 5    | —    | —    | —    | —    |      |      | 15   | 5    |
| 다누비오            | 합계      | 25   | 9    | 5    | 3    | 0    | 0    |      |      | 30   | 12   |
| 팔레르모            | 2006–07   | 7    | 2    | —    | —    | —    | —    |      |      | 7    | 2    |
| 팔레르모            | 2007–08   | 33   | 5    | 2    | 0    | 2    | 0    |      |      | 37   | 5    |
| 팔레르모            | 2008–09   | 35   | 14   | 1    | 1    | —    | —    |      |      | 36   | 15   |
| 팔레르모            | 2009–10   | 34   | 13   | 3    | 2    | —    | —    |      |      | 37   | 15   |
| 팔레르모            | 합계      | 109  | 34   | 6    | 3    | 2    | 0    |      |      | 117  | 37   |
| 나폴리              | 2010–11   | 35   | 26   | 2    | 0    | 10   | 7    |      |      | 47   | 33   |
| 나폴리              | 2011–12   | 35   | 23   | 5    | 5    | 8    | 5    |      |      | 48   | 33   |
| 나폴리              | 2012–13   | 34   | 29   | 2    | 2    | 7    | 7    |      |      | 43   | 38   |
| 나폴리              | 합계      | 104  | 78   | 9    | 7    | 25   | 19   |      |      | 138  | 104  |
| 파리 생제르맹       | 2013–14   | 30   | 16   | 5    | 5    | 8    | 4    |      |      | 43   | 25   |
| 파리 생제르맹       | 2014-15   | 35   | 18   | 7    | 7    | 10   | 6    | 1    | 0    | 53   | 31   |
| 파리 생제르맹       | 2015-16   | 32   | 19   | 9    | 3    | 10   | 2    | 1    | 1    | 52   | 25   |
| 파리 생제르맹       | 2016-17   | 36   | 35   | 6    | 6    | 8    | 8    |      |      | 50   | 49   |
| 파리 생제르맹       | 2017-18   | 32   | 28   | 7    | 5    | 8    | 7    | 1    | 0    | 48   | 40   |
| 파리 생제르맹       | 2018-19   | 21   | 18   | 5    | 3    | 7    | 2    |      |      | 33   | 23   |
| 파리 생제르맹       | 2019-20   | 14   | 4    | 4    | 2    | 3    | 1    | 1    | 0    | 22   | 7    |
| 파리 생제르맹       | 합계      | 200  | 138  | 43   | 31   | 51   | 30   | 4    | 1    | 301  | 200  |
| 맨체스터 유나이티드 | 2020-21   | 26   | 10   | 4    | 1    | 9    | 6    |      |      | 39   | 17   |
| 맨체스터 유나이티드 | 2021-22   | 15   | 2    | 1    | 0    | 4    | 0    |      |      | 20   | 2    |
| 맨체스터 유나이티드 | 합계      | 41   | 12   | 5    | 1    | 13   | 6    | -    | -    | 59   | 19   |
| 발렌시아            | 2022-23   | 25   | 5    | 2    | 2    |      |      | 1    | 0    | 28   | 7    |
| 보카 주니어스       | 2023      | 8    | 1    | 2    | 1    | 6    | 1    |      |      | 16   | 3    |
| 보카 주니어스       | 2024      | 13   | 7    | 1    | 2    | 4    | 3    |      |      | 18   | 12   |
| 보카 주니어스       | 합계      | 21   | 8    | 3    | 3    | 10   | 4    | -    | -    | 34   | 15   |
| 경력 합계           | 경력 합계 | 525  | 284  | 72   | 49   | 104  | 59   | 6    | 2    | 706  | 394  |

### 국가대표팀 기록
| 우루과이 국가대표팀 | 우루과이 국가대표팀 | 우루과이 국가대표팀 |
| 연도                | 출장                | 골                  |
| ------------------- | ------------------- | ------------------- |
| 2008                | 4                   | 1                   |
| 2009                | 8                   | 0                   |
| 2010                | 12                  | 7                   |
| 2011                | 12                  | 2                   |
| 2012                | 9                   | 3                   |
| 2013                | 15                  | 7                   |
| 2014                | 10                  | 4                   |
| 2015                | 8                   | 4                   |
| 2016                | 11                  | 9                   |
| 2017                | 9                   | 3                   |
| 2018                | 11                  | 6                   |
| 2019                | 7                   | 4                   |
| 2020                | 2                   | 1                   |
| 2021                | 8                   | 2                   |
| 2022                | 10                  | 5                   |
| 합계                | 136                 | 58                  |

### 국가대표팀 득점 상세 기록
아래의 점수에서 왼쪽의 점수가 우루과이의 점수이다.
| #   | 날짜             | 경기장                                                   | 상대           | 점수 | 최종결과 | 대회                         |
| --- | ---------------- | -------------------------------------------------------- | -------------- | ---- | -------- | ---------------------------- |
| 1.  | 2008년 2월 6일   | 에스타디오 센테나리오, 몬테비데오, 우루과이              | 콜롬비아       | 1–2  | 2–2      | 친선경기                     |
| 2.  | 2010년 3월 3일   | AFG 아레나, 장크트갈렌, 스위스                           | 스위스         | 3–1  | 3–1      | 친선경기                     |
| 3.  | 2010년 7월 10일  | 넬슨만델라베이 경기장, 포트엘리자베스, 남아프리카 공화국 | 독일           | 1–1  | 2–3      | 2010년 FIFA 월드컵           |
| 4.  | 2010년 8월 11일  | 이스타디우 두 레스텔루, 리스본, 포르투갈                 | 앙골라         | 1–0  | 2–0      | 친선경기                     |
| 5.  | 2010년 10월 8일  | 겔로라 붕 카르노 스타디움, 자카르타, 인도네시아          | 인도네시아     | 1–1  | 7–1      | 친선경기                     |
| 6.  | 2010년 10월 8일  | 겔로라 붕 카르노 스타디움, 자카르타, 인도네시아          | 인도네시아     | 6–1  | 7–1      | 친선경기                     |
| 7.  | 2010년 10월 8일  | 겔로라 붕 카르노 스타디움, 자카르타, 인도네시아          | 인도네시아     | 7–1  | 7–1      | 친선경기                     |
| 8.  | 2010년 10월 12일 | 우한 스포츠 센터, 우한, 중화인민공화국                   | 중화인민공화국 | 2–0  | 4–0      | 친선경기                     |
| 9.  | 2011년 3월 30일  | 아비바 스타디움, 더블린, 아일랜드                        | 아일랜드       | 2–1  | 3–2      | 친선경기                     |
| 10. | 2011년 10월 7일  | 에스타디오 센테나리오, 몬테비데오, 우루과이              | 볼리비아       | 3–1  | 4–2      | 2014년 FIFA 월드컵 예선      |
| 11. | 2012년 2월 29일  | 부쿠레슈티, 루마니아                                     | 루마니아       | 1–0  | 1–1      | 친선경기                     |
| 12. | 2012년 9월 11일  | 에스타디오 센테나리오, 몬테비데오, 우루과이              | 에콰도르       | 1–1  | 1–1      | 2014년 FIFA 월드컵 예선      |
| 13. | 2012년 11월 14일 | PGE 아레나 그단스크, 그단스크, 폴란드                    | 폴란드         | 2–0  | 3–1      | 친선경기                     |
| 14. | 2013년 6월 12일  | 폴리데포르티보 카차마이, 푸에르토오르다스, 베네수엘라    | 베네수엘라     | 1–0  | 1–0      | 2014년 FIFA 월드컵 예선      |
| 15. | 2013년 6월 26일  | 미네이랑, 벨루오리존치, 브라질                           | 브라질         | 1–1  | 1–2      | 2013년 FIFA 컨페더레이션스컵 |
| 16. | 2013년 6월 30일  | 아레나 폰치 노바, 사우바도르, 브라질                     | 이탈리아       | 1–1  | 2–2      | 2013년 FIFA 컨페더레이션스컵 |
| 17. | 2013년 6월 30일  | 아레나 폰치 노바, 사우바도르, 브라질                     | 이탈리아       | 2–2  | 2–2      | 2013년 FIFA 컨페더레이션스컵 |
| 18. | 2013년 9월 10일  | 에스타디오 센테나리오, 몬테비데오, 우루과이              | 콜롬비아       | 1–0  | 2–0      | 2014년 FIFA 월드컵 예선      |
| 19. | 2013년 10월 15일 | 에스타디오 센테나리오, 몬테비데오, 우루과이              | 아르헨티나     | 3–2  | 3–2      | 2014년 FIFA 월드컵 예선      |
| 20. | 2013년 11월 13일 | 암만 국제경기장, 암만, 요르단                            | 요르단         | 5–0  | 5–0      | 2014년 FIFA 월드컵 예선      |

## 수상

#### 다누비오
- 프리메라 디비시온 : 2006–07

#### 나폴리
- 코파 이탈리아 : 2011–12

#### 파리 생제르맹
- 리그 1 : 2013-14, 2014-15, 2015-16, 2017-18, 2018-19, 2019-20
- 쿠프 드 프랑스 : 2014-15, 2015-16, 2016-17, 2017-18, 2019-20
- 쿠프 드 라 리그 : 2013-14, 2014-15, 2015-16, 2016-17, 2017-18, 2019-20
- 트로페 데 샹피옹 : 2014, 2015, 2017, 2019

#### 우루과이
- 코파 아메리카 : 2011
- FlFA 월드컵 4위 : 2010

### 개인
- 남아메리카 청소년 대회 득점왕 : 2007
- 남아메리카 월드컵 예선 최다 득점 : 2018
- 세리에 A 올해의 팀 : 2010-11, 2011-12, 2012-13
- 세리에 A 득점왕 : 2012-13
- 세리에 A 팬 어워드 : 2010
- 코파 이탈리아 득점왕 : 2011-12
- 리그 1 득점왕 : 2016-17, 2017-18
- 리그 1 올해의 선수 : 2016-17
- 리그 1 올해의 팀 : 2013–14, 2016–17, 2017–18
- 리그 1 최우수 외국인 선수 : 2017
- 리그 1 이 달의 선수 : 16년 9월, 10월
- 쿠프 드 프랑스 득점왕 : 2013-14
- 쿠프 드 라 리그 득점왕 : 2013-14, 2014-15, 2016-17
- 트로페오 EFE : 2017-18
- UEFA 유로파리그 시즌의 스쿼드 : 2020-21
- ESM 올해의 팀 : 2016-17
- 프리미어리그 이 달의 골 : 2021년 5월
- 구에린도르 : 2012-13
- 골든풋 : 2018

## 사생활
카바니는 우루과이의 제2도시인 살토에서 어머니 베르타 고메스와 아버지 루이스 카바니 사이에서 출생하였다. 그의 형은 베이징 BIT의 공격수 왈테르 굴리엘모네 고메스이고, 동생 크리스티안 또한 축구 선수이다. 그는 복음주의 크리스트교도이다. 유년 시절, 그의 우상은 가브리엘 바티스투타였다.

## 같이 보기
- A매치 100경기 이상 출전한 축구 선수 명단